# 通岡インターチェンジ
通岡インターチェンジ（かよおかインターチェンジ）は、岩手県陸前高田市米崎町にある三陸沿岸道路のインターチェンジである。
当ICは宮古方面のみのハーフインターチェンジである。

## 歴史
- 2009年（平成21年）3月15日 : 通岡IC - 大船渡碁石海岸IC間開通に伴い供用開始。
- 2014年（平成26年）3月23日 : 陸前高田IC - 通岡IC間供用開始[1]。

## 道路

### 本線
- E45 三陸沿岸道路（32番）

### 接続する道路
- 国道45号

## 料金所
- 無料区間のためなし。

## 隣
E45 三陸沿岸道路
(31) 陸前高田IC - (32) 通岡IC - 船河原PA（宮古方面のみ） - (33) 大船渡碁石海岸IC
- 当ICから仙台方面は利用できない。